# 戈尔德巴赫 (图林根州)
戈尔德巴赫（德語：Goldbach，發音：[ˈɡɔltbax]）是德国图林根州哥达县曾经的一个市镇，面积12.15平方千米，2017年12月31日人口为1,642人。2019年1月1日，戈尔德巴赫与邻近的10个市镇合并为新市镇内瑟塔尔。